# Laura Resnick
Laura Resnick, née le 17 août 1962 à Chicago, est une écrivaine américaine de fantasy. Elle a remporté le prix prix John-Wood-Campbell du meilleur nouvel écrivain 1993. Elle a également écrit des romans d'amour sous le pseudonyme de Laura Leone.

## Biographie

### Enfance et formation
Laura Resnick nait le 17 août 1962 à Chicago en Illinois. Avec ses parents, Carol et Mike Resnick, elle déménage dans l'Ohio, à Cincinnati, alors qu'elle est adolescente,. Son père Mike Resnick est lui-même auteur d'œuvres de science-fiction,,,,.
Laura Resnick est diplômée avec distinction de l'Université de Georgetown où elle étudie les langues et la linguistique. Elle peut ainsi parler français et italien.
Elle déménage ensuite à Londres où elle étudie le théâtre à la Webber Douglas Academy of Dramatic Art.

### Carrière
Laura Resnick écrit son premier roman à 24 ans.
Elle publie d'abord plus d'une dizaine de romans d'amour sous le pseudonyme de Laura Leone.
Elle s'intéresse ensuite à la fantasy historique avec une longue chronique de la quête de liberté du pays de Silérie : In Legend Born, publié en 1998. La suite, The White Dragon et The Destroyer Goddess, sera publiée en 2003,. Elle écrit également une série composée de sept romans de style fantastique-comédie-détective ou fantasy urbaine, publiés de 2005 à 2014, appelée Esther Diamond,.
Elle rédige en outre de nombreuses nouvelles (principalement dans des anthologies de l'éditeur DAW), plusieurs essais sur la fiction imprimée et scénarisée, un livre sur le milieu de l'édition appelé Rejection, Romance, and Royalties: The Wacky World of a Working Writer, et de nombreuses chroniques : The Mad Scribbler, une chronique d'opinion mensuelle pour Ninc, un réseau professionnel de romanciers ; The Filthy Pro, une chronique d'opinion trimestrielle pour le bulletin Science Fiction & Fantasy Writers of America ; The Comely Curmedgeon, une chronique mensuelle pour Ninc.
Laura Resnick remporte le prix prix John-Wood-Campbell du meilleur nouvel écrivain de science-fiction en 1993,. Elle remporte également le prix du magazine Romantic Times à trois reprises.
Elle a aussi été membre du conseil d'administration, présidente désignée et présidente de Novelists, Inc., un réseau professionnel de romanciers, et a fait des recherches approfondies sur l'importance de la couverture dans le succès d'un livre.

## Prix
- Prix John-Wood-Campbell du meilleur nouvel écrivain 1993[14].

## Œuvres

### SérieEsther Diamond
1. (en) Disappearing Nightly, Luna Books, 2005[15]
2. (en) Doppelgangster, DAW Books, 2010[16]
3. (en) Unsympathetic Magic, DAW Books, 2010[17]
4. (en) Vamparazzi, DAW Books, 2011[18]
5. (en) Polterheist, DAW Books, 2012[19]
6. (en) The Misfortune Cookie, DAW Books, 2013[20]
7. (en) Abracadaver, DAW Books, 2014[21]

### SérieThe Chronicles of Sirkara
1. (en) In Legend Born, Tor Books, 1998[9]
2. (en) The White Dragon, Tor Books, 2003[22]
3. (en) The Destroyer Goddess, Tor Books, 2003[23]

### SérieMagic: The Gathering
- (en) The Purifying Fire, Wizards of the Coast, 2009[24]

### Romans d'amour (écrits sous le nom de Laura Leone)
- (en) One Sultry Summer, Silhouette Books, 1989[25]
- (en) A Wilder Name, Silhouette Books, 1989[26]
- (en) Ulterior Motives, Silhouette Books, 1989[27]
- (en) Guilty Secrets, Silhouette Books, 1990[28]
- (en) A Woman's Work, Silhouette Books, 1990[29]
- (en) Upon A Midnight Clear, Silhouette Books, 1990[30]
- (en) The Black Sheep, Silhouette Books, 1991[31]
- (en) Celestial Bodies, Silhouette Books, 1991[32]
- (en) The Bandit King, Silhouette Books, 1991[33]
- (en) Untouched By Man, Silhouette Books, 1992[34]
- (en) Under The Voodoo Moon, Silhouette Books, 1993[35]
- (en) Sleight of Hand, Meteor/Kismet, 1993[36]
- (en) Fever Dreams, Kensington Books, 1997[37]
- (en) Fallen From Grace, Five Star, 2003[38]
- (en) Nights of Fire, Ellora's Cave, 2004[39]
- (en) Homicidal Honeymoon: A Short Story, Blonde Trifecta, 2011[40]

### Roman indépendants
- (en) The Omega Egg, 2007Écrit avec Tobias S. Buckell, Michael A. Burstein (en), Pat Cadigan, Bill Fawcett (en), David Gerrold, Brian Herbert, James Patrick Kelly, Kay Kenyon, Nancy Kress, Stephen Leigh, Jody Lynn Nye (en), Mike Resnick, Kristine Kathryn Rusch, Robert Sheckley, Dean Wesley Smith (en) et Jane Yolen.[41]

### Non-fiction
- (en) A Blonde in Africa, Alexander Books, 1997[42]
- (en) Rejection, Romance, and Royalties: The Wacky World of a Working Writer, Jefferson Press, 2007[43]